# Lorlanges
Lorlanges es una comuna francesa situada en el departamento de Alto Loira, en la región de Auvernia-Ródano-Alpes.

## Demografía
| 309 | 284 | 247 | 216 | 230 | 241 | 393 | 410 |
| Para los censos de 1962 a 1999 la población legal corresponde a la población sin duplicidades (Fuente: INSEE [Consultar]) |     |     |     |     |     |     |     |